# Taro

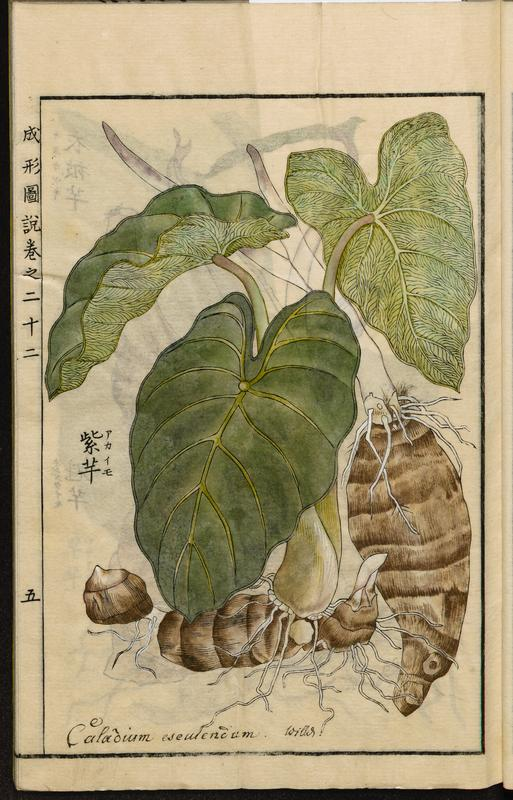
Colocasia esculenta afkomstig uit de Japanse landbouw-encyclopedie Seikei Zusetsu

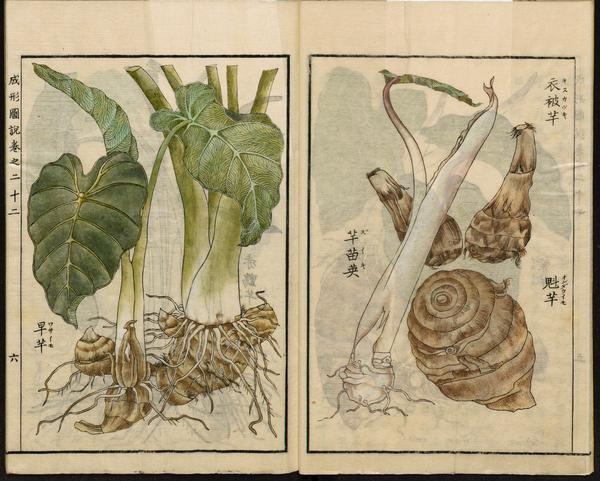
Colocasia esculenta afkomstig uit de Japanse landbouw-encyclopedie Seikei Zusetsu

De taro (Colocasia esculenta) is een plant uit de aronskelkfamilie (Araceae). Het is een tot 2 m hoge overblijvende plant met een knolvormige, rechtopstaande wortelstok die aan de bovenzijde bedekt is met ringvormige bladlittekens. Meestal steken alleen de bladeren boven de grond of het water uit. De taro wordt gekweekt op drassige akkers. De soort komt wild of verwilderd voor in sloten en aan waterkanten.
De pijl- tot hartvormige bladeren hebben een krachtige, rechtopstaande 0,2–1,5 m lange steel. De bladschijf hangt met het uiteinde omlaag, is 13–60 × 10–35 cm groot, vaak iets gegolfd en heeft afgeronde voetlobben en uiteindes. De kleur van de bladschijf hangt af van het ras en kan bleek groengeel tot donkergroen, effen, gevlekt of gestreept zijn.
In cultuur worden zelden bloemen gevormd. De bloemen zijn zeer klein en groeien in een 4–20 cm lange bloeikolf (spadix). Aan de onderkant van de bloeikolf groeien de vrouwelijke bloemen, daarboven steriele en aan de top groeien de mannelijke bloemen. Van de bloeikolf wordt 3–6 cm omgeven door een roomwit of geel, 9–40 × 2–5 cm groot schutblad (spatha). De groene, glanzende, tot 5 mm grote bessen die na de bloei ontstaan, zitten dicht opeen in de kolf. Een enkele bes bevat één zaad.
De tot 4 kg zware wortelknollen zijn wit, grijs of rozig bruin tot blauwpaars van kleur. Ze
bevatten tot 25% zetmeel. Het gehalte aan eiwit (3 %) en vitaminen is relatief gering. De knollen worden gekookt, geroosterd, gebakken en gefrituurd. In Afrika worden de knollen soms in een pasta ("fufu") verwerkt. Jonge bladeren en bladstelen kunnen ook worden gegeten. Alle plantendelen bevatten oxaalzuur, dat door verhitting afgebroken wordt. Een populaire snack, gemaakt van de taro, zijn tarochips, die ook in Nederland te koop zijn.
De taro behoort tot de oudste cultuurplanten. In Azië wordt de taro al duizenden jaren verbouwd. De wereldproductie ligt rond de zes miljoen ton per jaar. Ongeveer de helft daarvan wordt verbouwd in Afrika. In Polynesië is de taro een belangrijk basisvoedsel, waarvan onder andere poi gemaakt wordt.

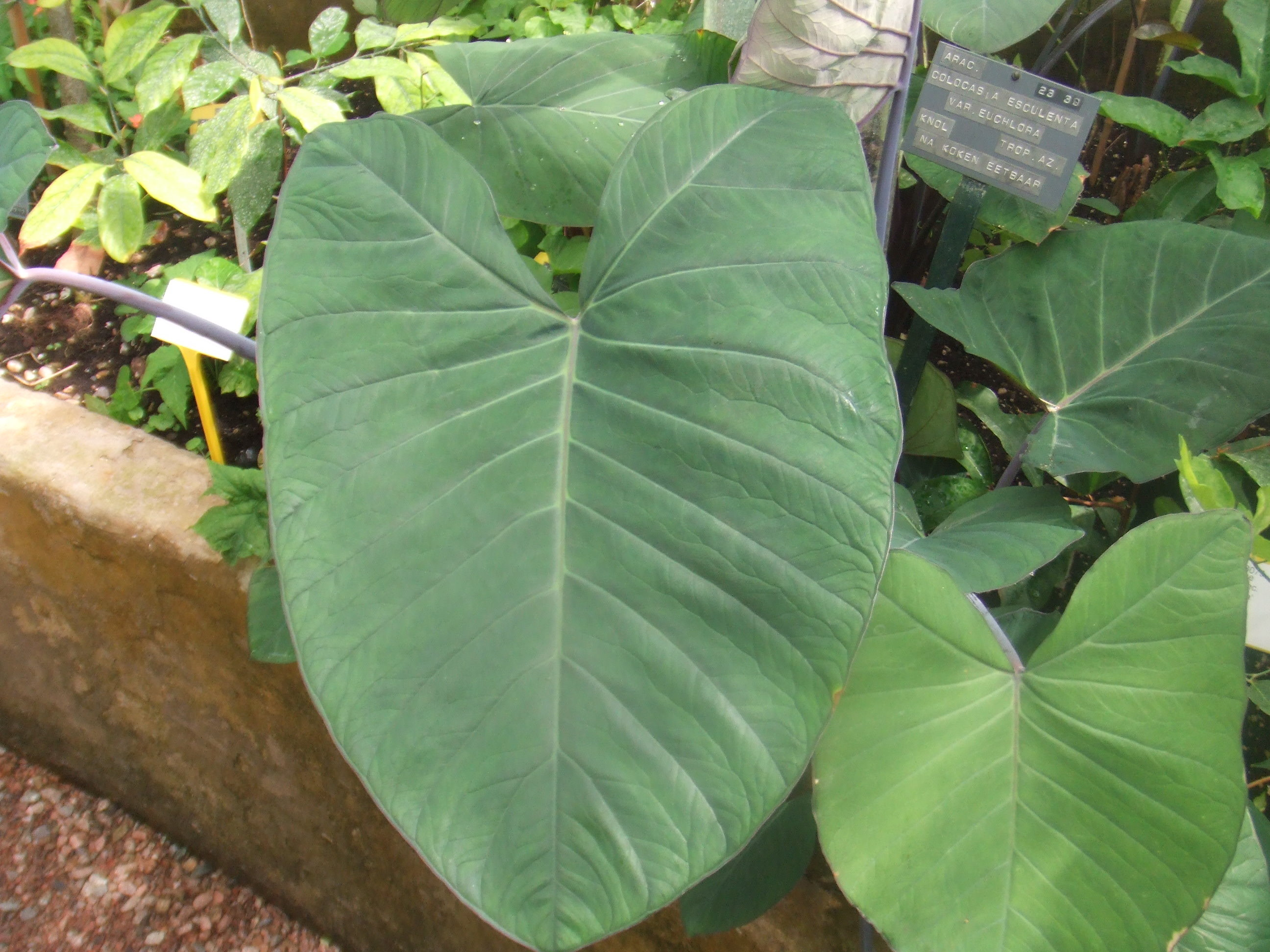
blad van de taro